# Mehrajuddin Wadoo
Mehrajuddin Wadoo (ur. 12 lutego 1984 w Pulwama) – indyjski piłkarz, grający na pozycji środkowego pomocnika.

## Kariera klubowa
Mehrajuddin Wadoo rozpoczął swoją karierę w Jammu & Kashmir Police w 2001 roku.w latach 2002-2003 był zawodnikiem Hindustan Aeronautics Limited SC, a 2003-2004 Indian Telephone Industries. W latach 2004–2007 był zawodnikiem występującego w National Football League Mohun Bagan AC. Z Mohun Bagan zdobył Puchar Federacji w 2006.
Od 2007 jest zawodnikiem East Bengal Club. Z East Bengal Club dwukrotnie zdobył Puchar Federacji w 2009 i 2010.

## Kariera reprezentacyjna
W reprezentacji Indii Wadoo zadebiutował w 2005 roku. W 2007 uczestniczył w eliminacjach Mistrzostw Świata 2010.
W 2008 Wadoo wygrał z reprezentacją AFC Challenge Cup, co oznaczało wywalczenie awansu do Pucharu Azji, po 27-letniej przerwie. Wadoo znalazł się w kadrze na ten turniej. Dotychczas rozegrał w reprezentacji 26 spotkań i strzelił 2 bramki.